# Margareta av Bayern (1442–1479)
Margareta av Bayern, född 1 januari 1442, död 14 oktober 1479, var en markisinna av Mantua, gift 10 maj 1463 med Fredrik I Gonzaga, markis av Mantua.  Hon var regent i Mantua under makens fälttåg våren och sommaren 1479.  

## Biografi
Margareta var dotter till hertig Albert III av Bayern och Anna av Braunschweig-Grubenhagen-Einbeck. Äktenskapet stärkte handelsförbindelserna mellan Mantua och Bayern. 
Margareta hade puckelrygg och ska vid sin ankomst till Italien varken kunnat tala eller läsa italienska, och var åtföljd av tyska rådgivare som väckte förvåning med sin brist på lättsinne. Hovet i Mantua dominerades av hennes svärmor, men Margareta undvek att komma i konflikt med henne. Relationen till Fredrik ska ha varit lycklig. Paret besteg tronen 1478. 
Fredrik utnämnde henne till ställföreträdande regent då han lämnade Mantua för sitt fälttåg mot Aragonien och påven under våren 1479. Hon avled under hans frånvaro och maken fick meddelandet om hennes död av sin mor.     